# Juana Romani
Juana Romani (Velletri, 30 de abril de 1867 – París, 1924) fue una pintora italiana, estudiante y modelo de Ferdinand Roybet y Jean-Jacques Henner.

## Biografía
Romani nació en Velletri, cerca de Roma, Italia, pero se mudó con su familia a Francia durante su niñez.
Su verdadero nombre era Giovanna Carolina Carlesimo. Su padre murió en 1876 siendo Juana apenas una niña, por lo que su madre volvió a casarse con Temistocle Romani de la familia Romani di Velletri, quien decidió mudar a la familia a París instalándose en el barrio latino cuando Juana tenía diez años.
En París frecuentó los círculos de artistas. En 1882 posó para la escultura "Diana cacciatrice" de Alexandre Falguière. A partir de 1884 comenzó a posar como modelo del pintor Jean-Jacques Henner para luego convertirse en su pupila. Más tarde continuaría estudiando el arte pictórico con Ferdinand Victor Léon Roybet, con quien comenzó una relación amorosa.
En 1886 renunció voluntariamente a su segundo nombre y convirtió su nombre "Giovanna" a su equivalente español "Juana", adoptando el apellido de su padrastro para crearse un seudónimo original siguiendo el ejemplo de otros artistas.
A partir de 1888, comenzó a exponer regularmente en el salón de la "Sociedad de Artistas Franceses", conocido como el Salón de París, adquiriendo notoriedad como retratista.
Su final fue similar al de muchas mujeres talentosas e inteligentes de su época. El hombre con quien mantenía una relación decidió internarla en un manicomio, en donde falleció 23 años después del hecho, en 1924.

## Obra
Se dedicó al costumbrismo histórico con vestidos de época, que ella a menudo resolvió a través de una única figura de mujer joven y provocativa. Son efigies de heroínas bíblicas, imágenes fantasiosas de reinas y princesas o representaciones de mujeres de exótico atractivo, envueltas en misterio; todas revestidas, en distinto grado, por una sensualidad oscilante entre la malicia y el erotismo. Evocaba la riqueza fastuosa de los tejidos recurriendo a una pincelada vibrante. Sus retratos llevan el nombre de antiguas heroínas bíblicas, mitológicas o históricas: desde Salomé y Judith hasta Bianca Capello.

## Obras
- Gitane,1888
- Herodiade, 1890
- Judith, 1891
- Magdaleine, 1891
- Bianca Capello, 1892
- Manuella, 1892
- Giovanella, 1893
- Pensierosa, 1894
- Primavera, 1895
- Fior d'Alpe, 1896
- Desdemona, 1896
- Angelica, 1898
- Salomè, 1898, Musée d'Orsay,París
- Mina da Fiesole, 1899
- Temistocle Romani, 1901, colección privada
- San Giovanni, 1901
- Retrato de Mlle la princesse Joachim Murat, 1902
- Tizianella, 1902

## Galería

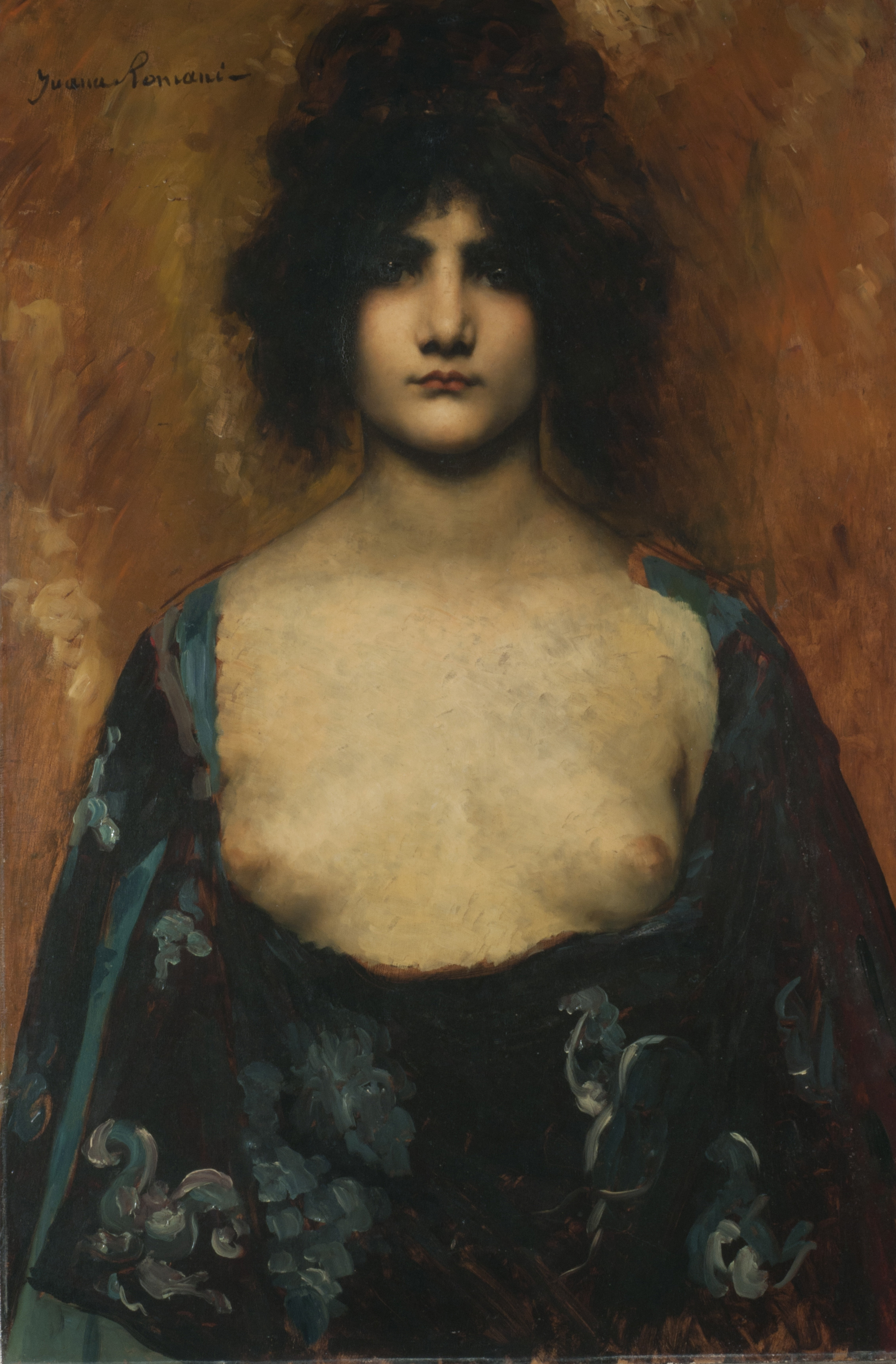
Joven oriental
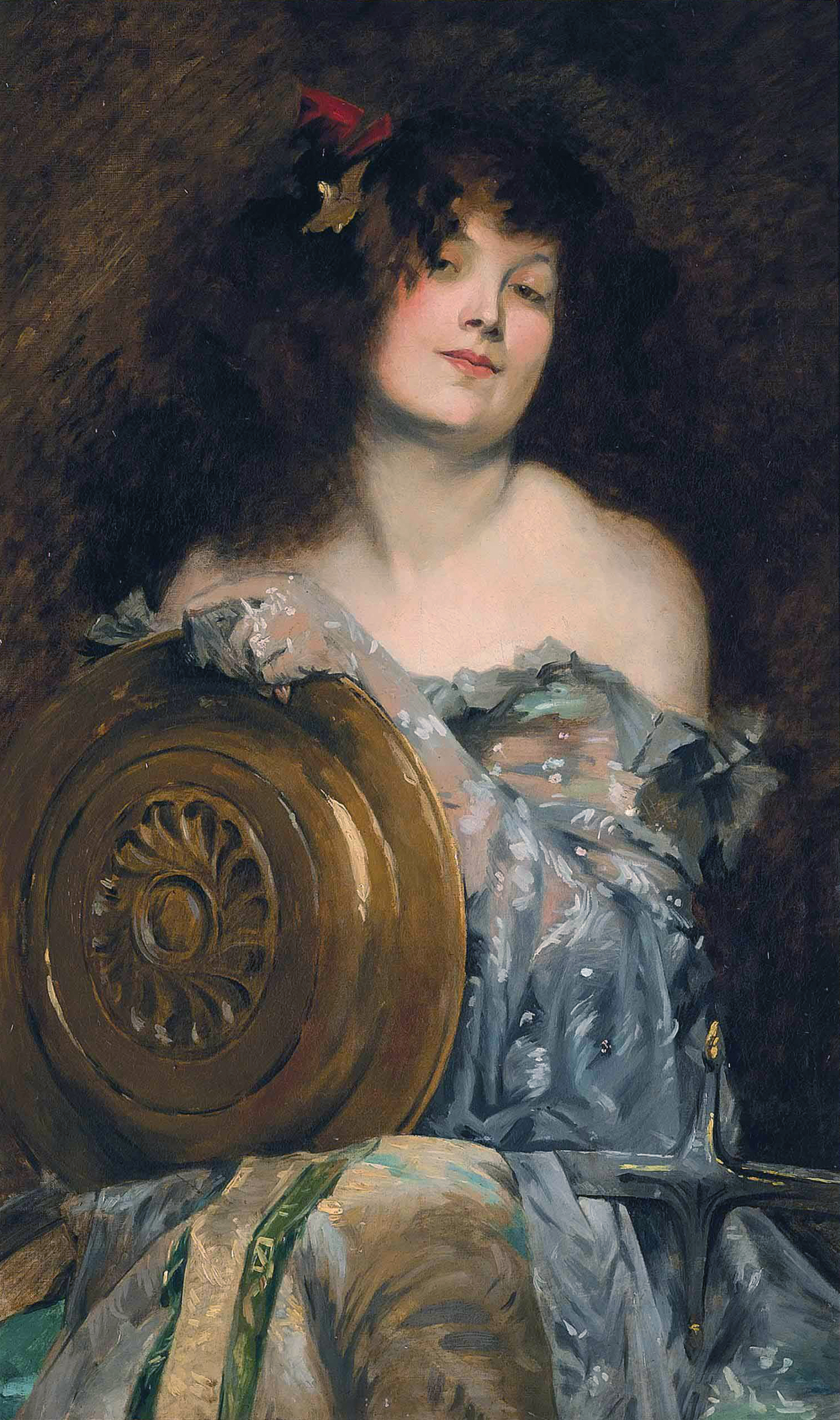
Salomé
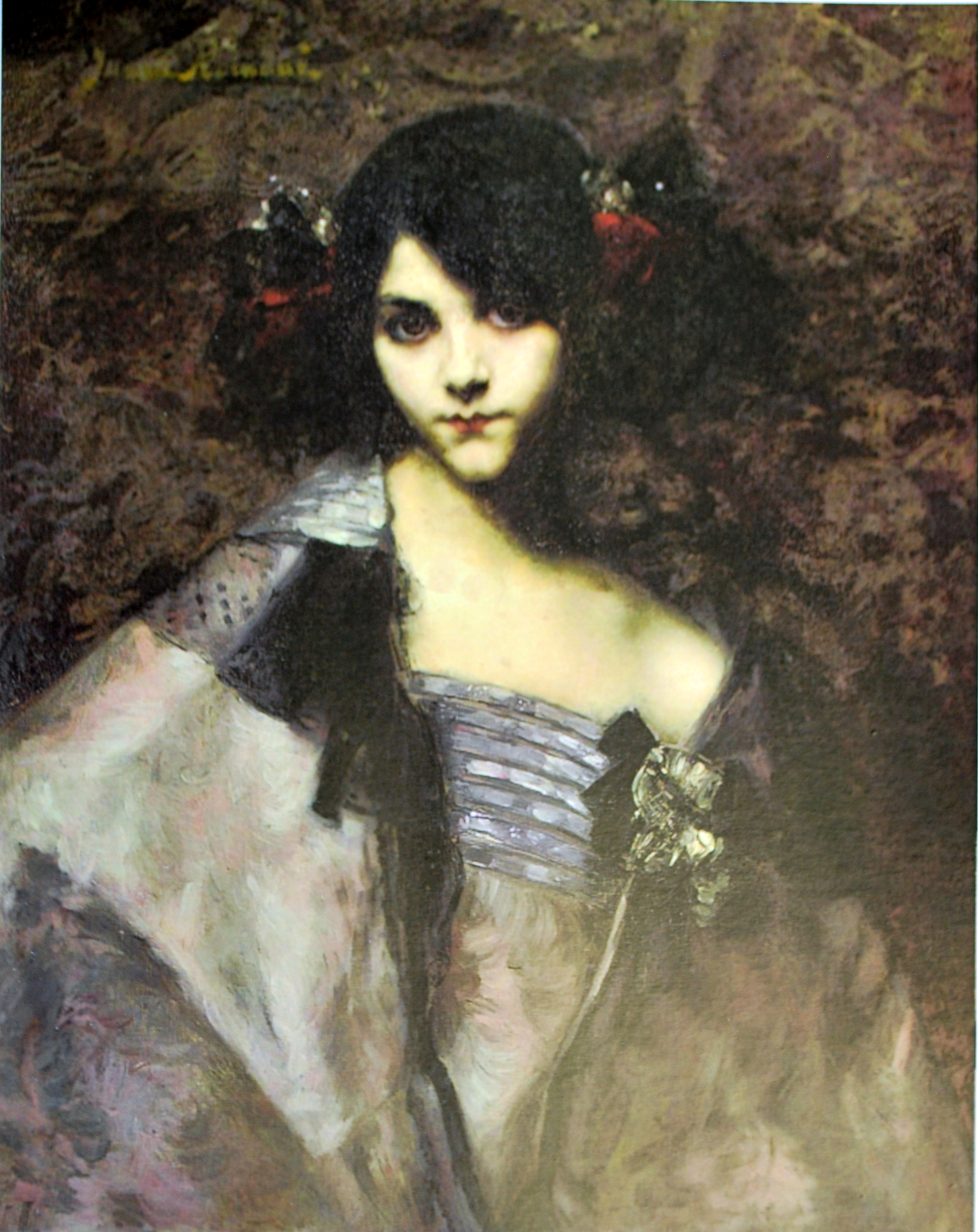
Bella Donna
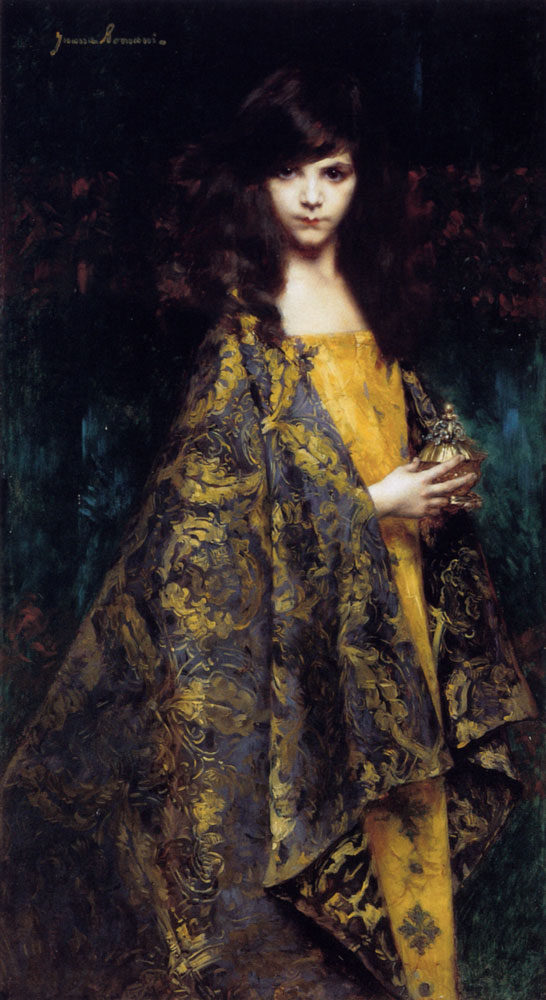
Angélica
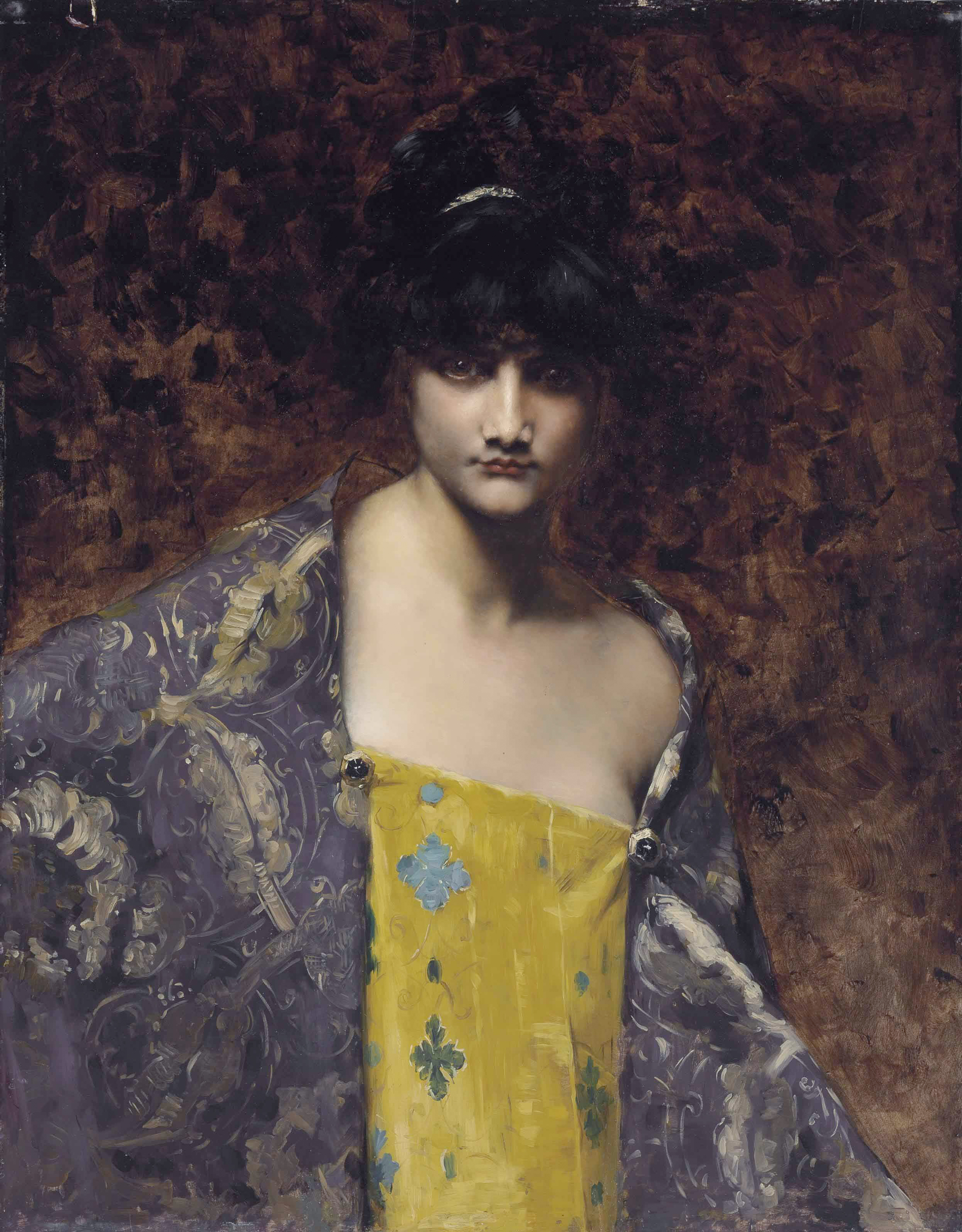
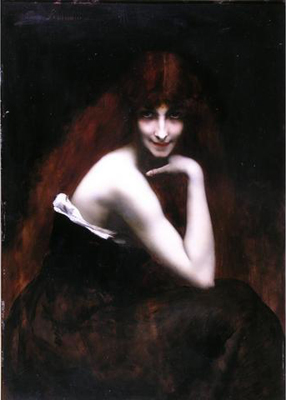
La Rossa
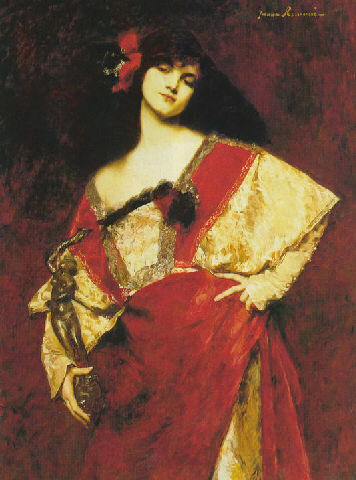
Tizianella
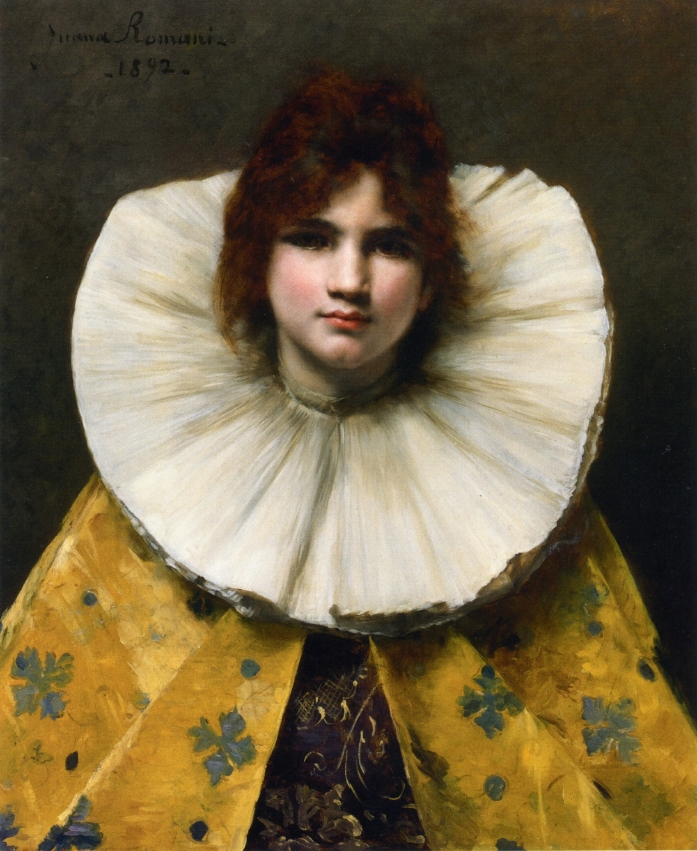
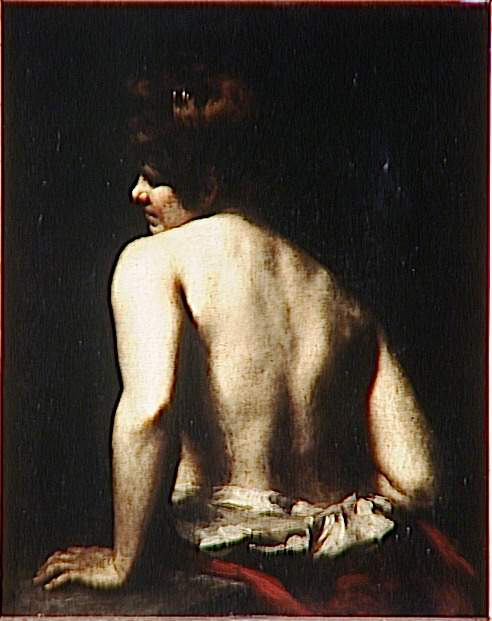
La modella
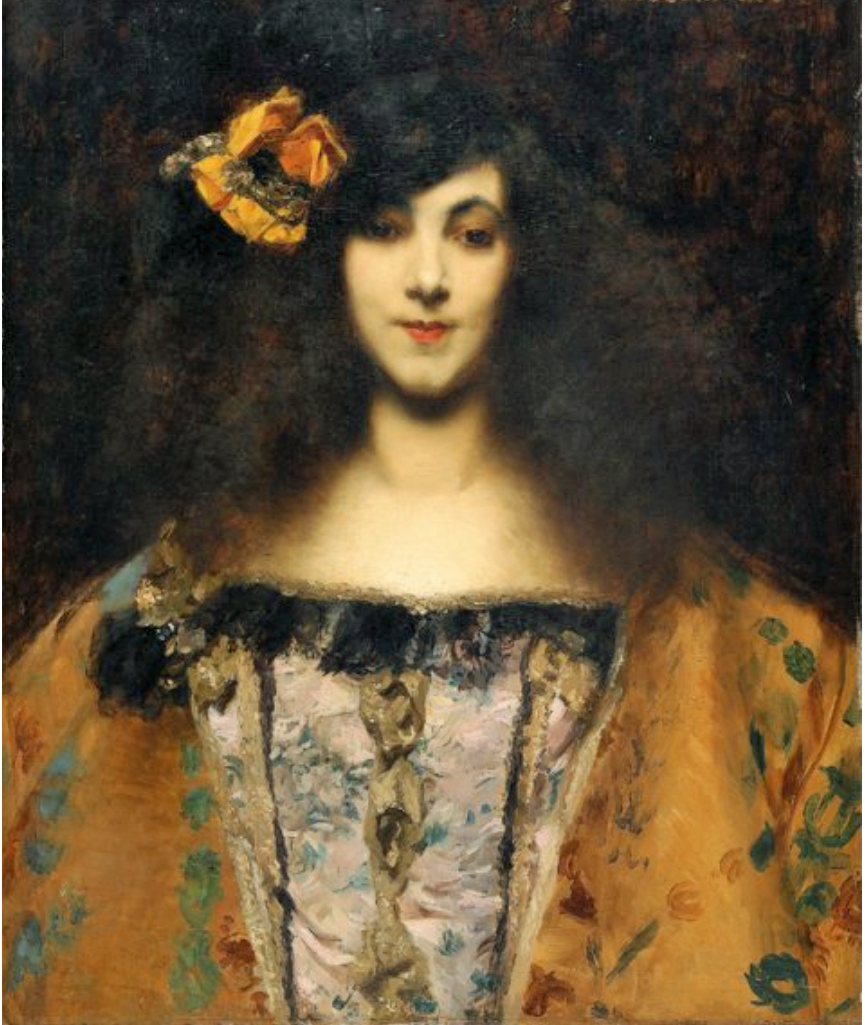
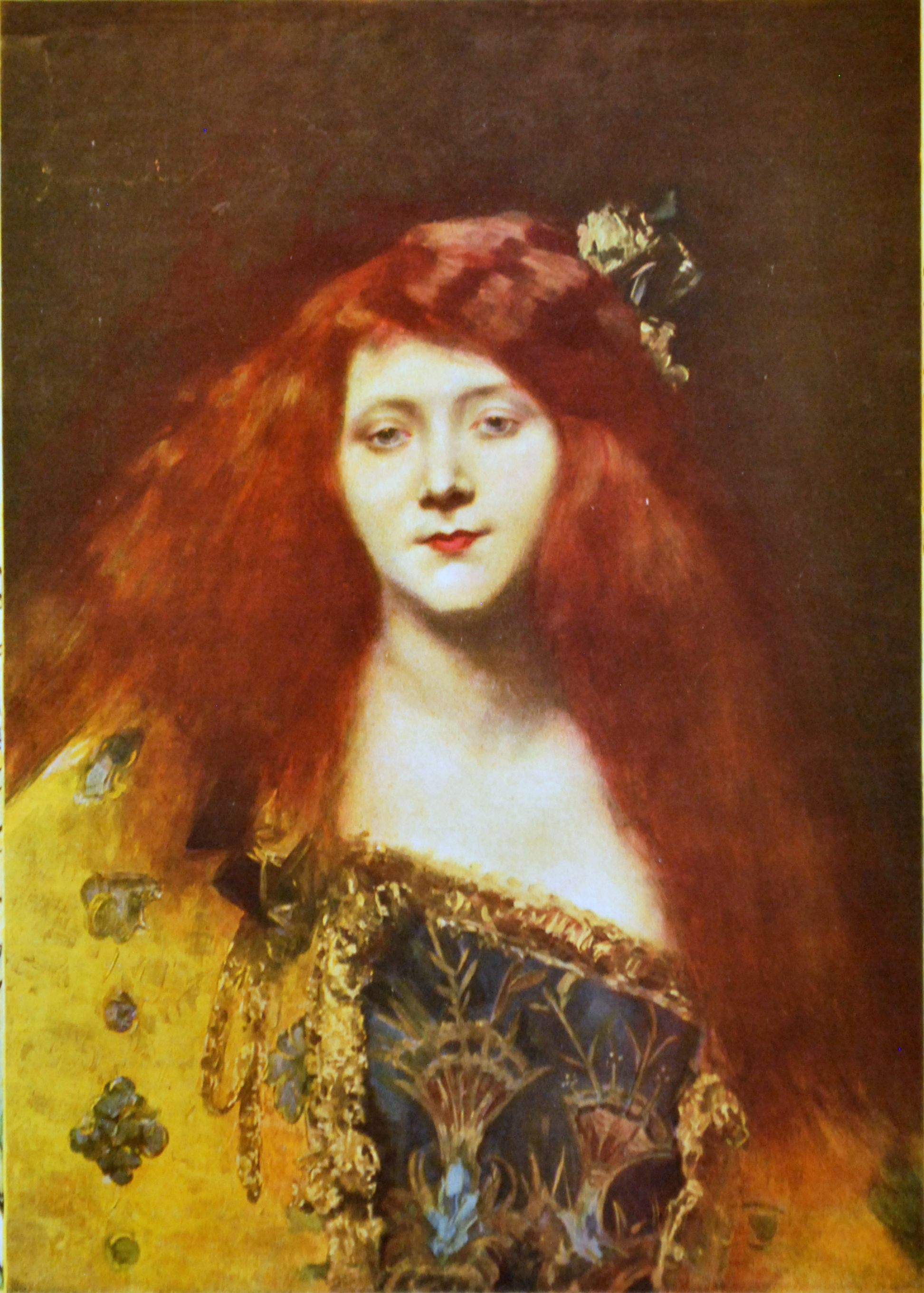
Leonora d'Este
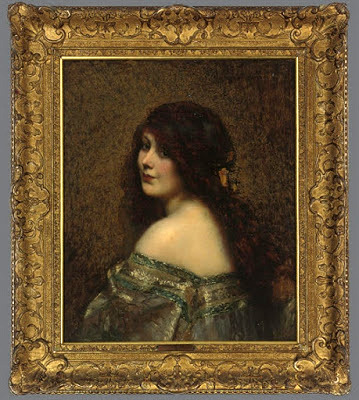
Graziella
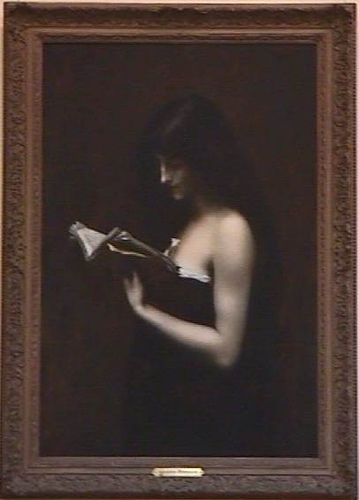
La Lettrice
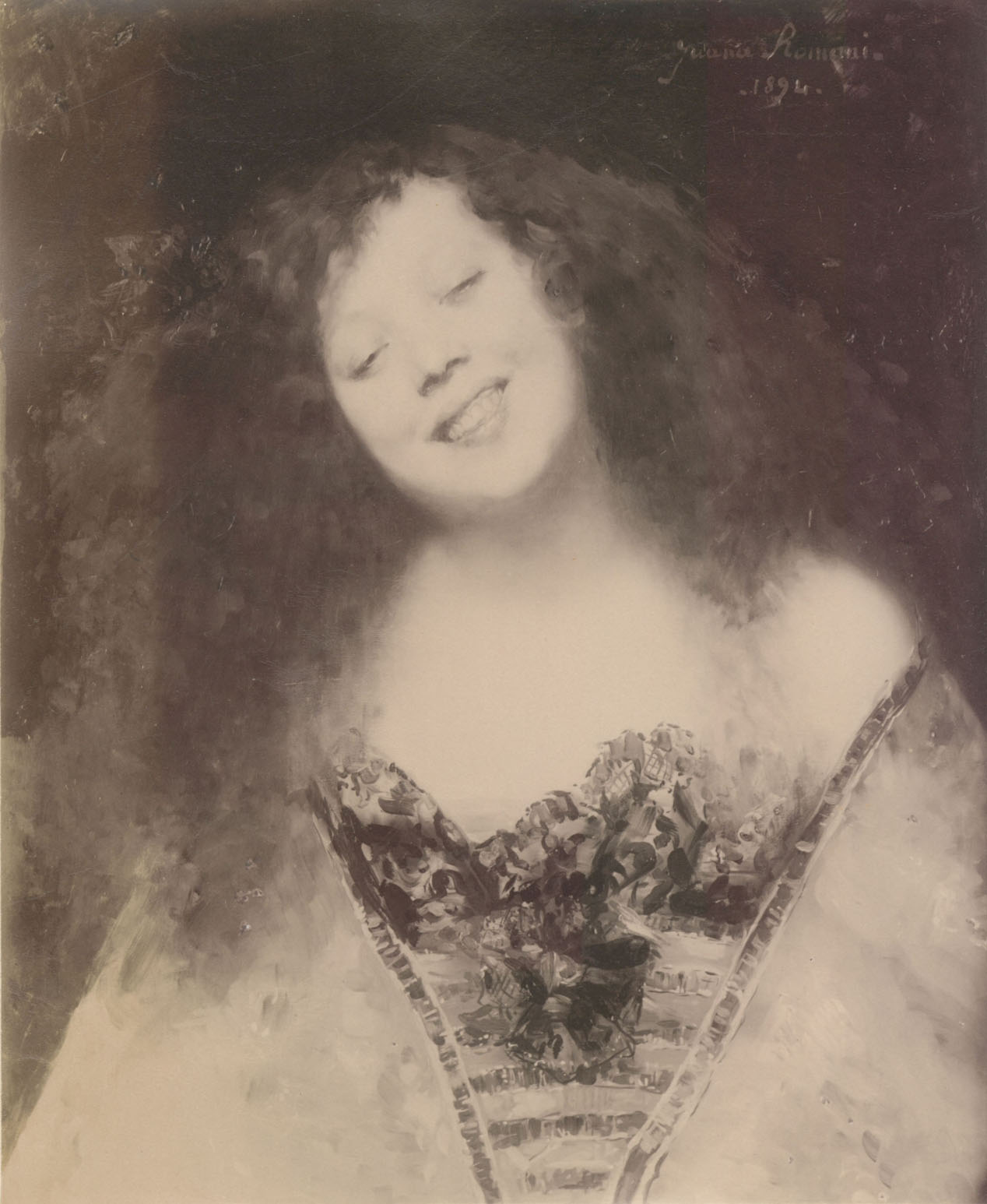
Primavera
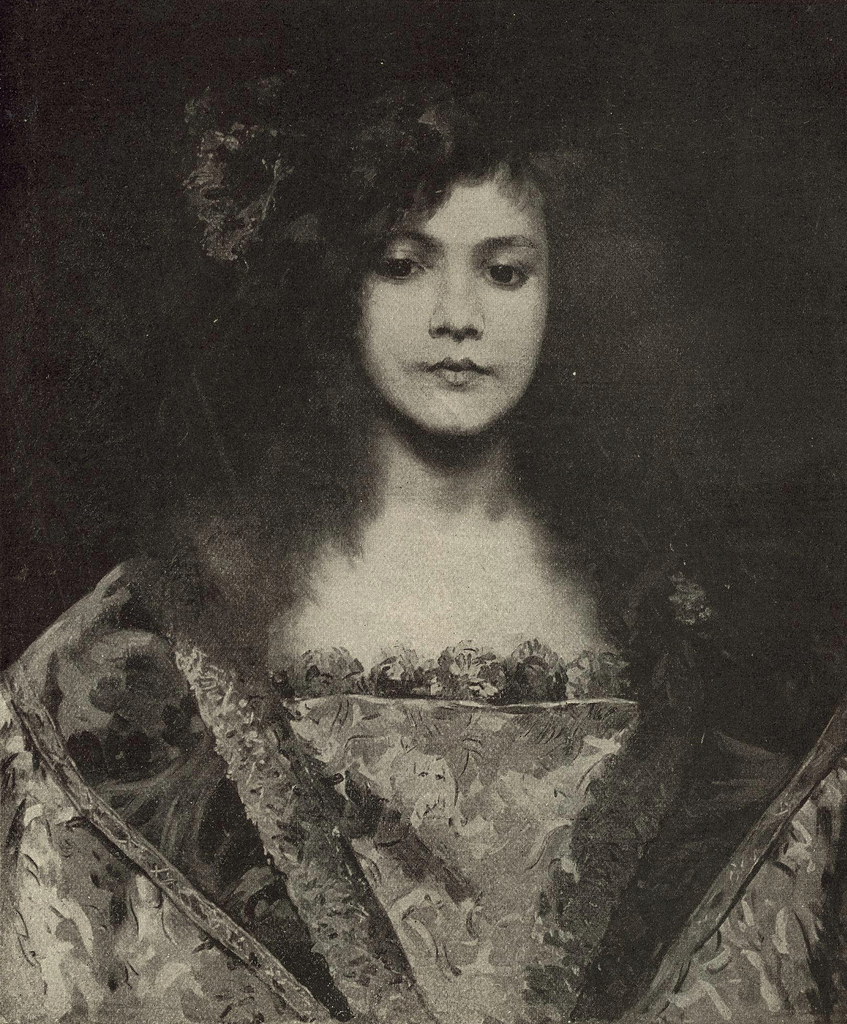
Pensierosa